# Mermessus mediocris
Mermessus mediocris là một loài nhện trong họ Linyphiidae.
Loài này thuộc chi Mermessus. Mermessus mediocris được Alfred Frank Millidge miêu tả năm 1987.